# 相模原運輸区
相模原運輸区（さがみはらうんゆく）は、神奈川県相模原市にかつてあった東日本旅客鉄道（JR東日本）横浜支社の運転士・車掌が所属する組織である。2024年9月30日限りで廃止し、現在は町田統括センター橋本オフィス。

## 車掌乗務範囲
- 横浜線：八王子 - 東神奈川間
- 京浜東北・根岸線：東神奈川 - 大船間（横浜線直通列車）

## 運転士乗務範囲
- 横浜線：八王子 - 東神奈川間
- 京浜東北・根岸線：東神奈川 - 大船間（横浜線直通列車）

## 歴史
- 2016年3月26日：旧東神奈川電車区・旧東神奈川車掌区の横浜線行路を担当する相模原運輸区として発足。
- 2024年10月1日：町田営業統括センター、湘南・相模統括センターの一部（橋本駅）と統合し、町田統括センター発足。当区は廃止。